# Сафин, Халил Масгутович
Халил Масгутович Сафин (род. 1 июля 1963, д. Кулгана) — советский аграрий, доктор сельскохозяйственных наук, профессор, член-корреспондент АН РБ, заведующий кафедрой землеустройства БашГАУ; заведующий отделом земледелия БашНИИСХ.

## Биография
Сафин Халил Масгутович родился 1 июля 1963 года в дер. Кулгана Абзелиловского района РБ.
До 1980 года учился в Амангильдинской средней школе. В 1980 поступил, а в 1985 году окончил Башкирский сельскохозяйственный институт.
Место работы: c 1985 года — ассистент Башкирского сельхозинститута; 1986—1988 гг. — 2-й секретарь Абзелиловского райкома ВЛКСМ; 1988—1989 гг. — инструктор Абзелиловского райкома КПСС; 1989—1992 гг. — секретарь парткома совхоза «Урал» Абзелиловского района; 1992—1993 гг. — председатель исполкома Альмухаметовского сельсовета Абзелиловского района; 1993—1995 гг. — директор АКХ «Кызыльяр» Абзелиловского района; 1995—1997 гг. — директор ОПХ «Абзелиловское» БашНИИСХ; 1997—1999 гг. — старший научный сотрудник БашНИИСХ; 1999—2000 гг. — заведующий лабораторией БашНИИСХ; 2000—2008 гг. — начальник отдела науки и внешних связей Минсельхоза РБ; 2008—2011 гг.
Область научной деятельности Сафина: растениеводство, кормопроизводство, луговодство, орошение и осушение земель; системы земледелия; плодородие почв.

## Труды
Сафин Халил Масгутович, «Оптимизация технологий возделывания кормовых культур на орошаемых землях Южного Урала» диссертация доктора сельскохозяйственных наук : 06.01.09.- Уфа, 2003.- 439 с.: ил. РГБ ОД.